# Hipómenes
Hipómenes también puede referirse al padre de Leimone.

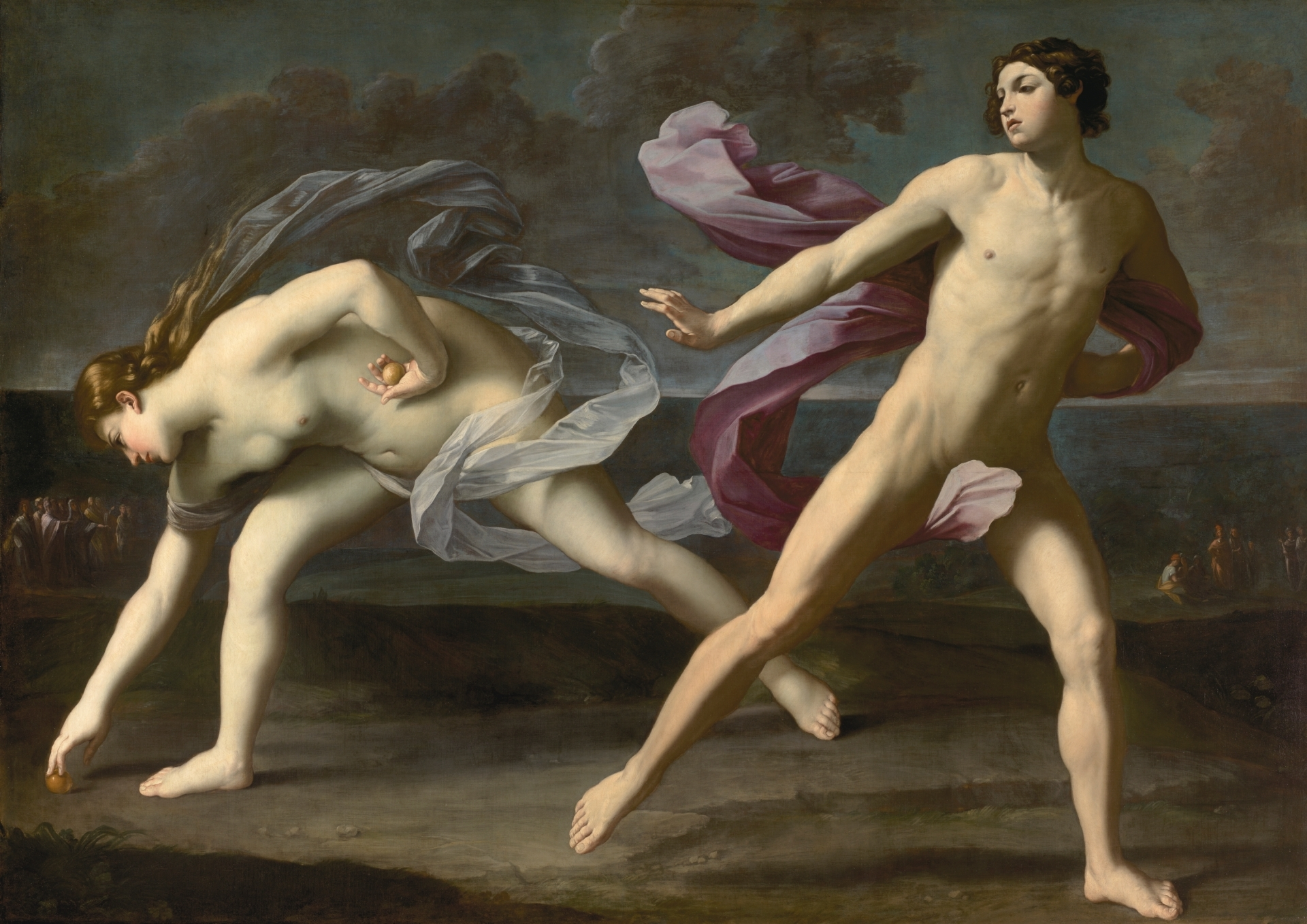
Atalanta e Hipómenes, Guido Reni, c. 1622–25.

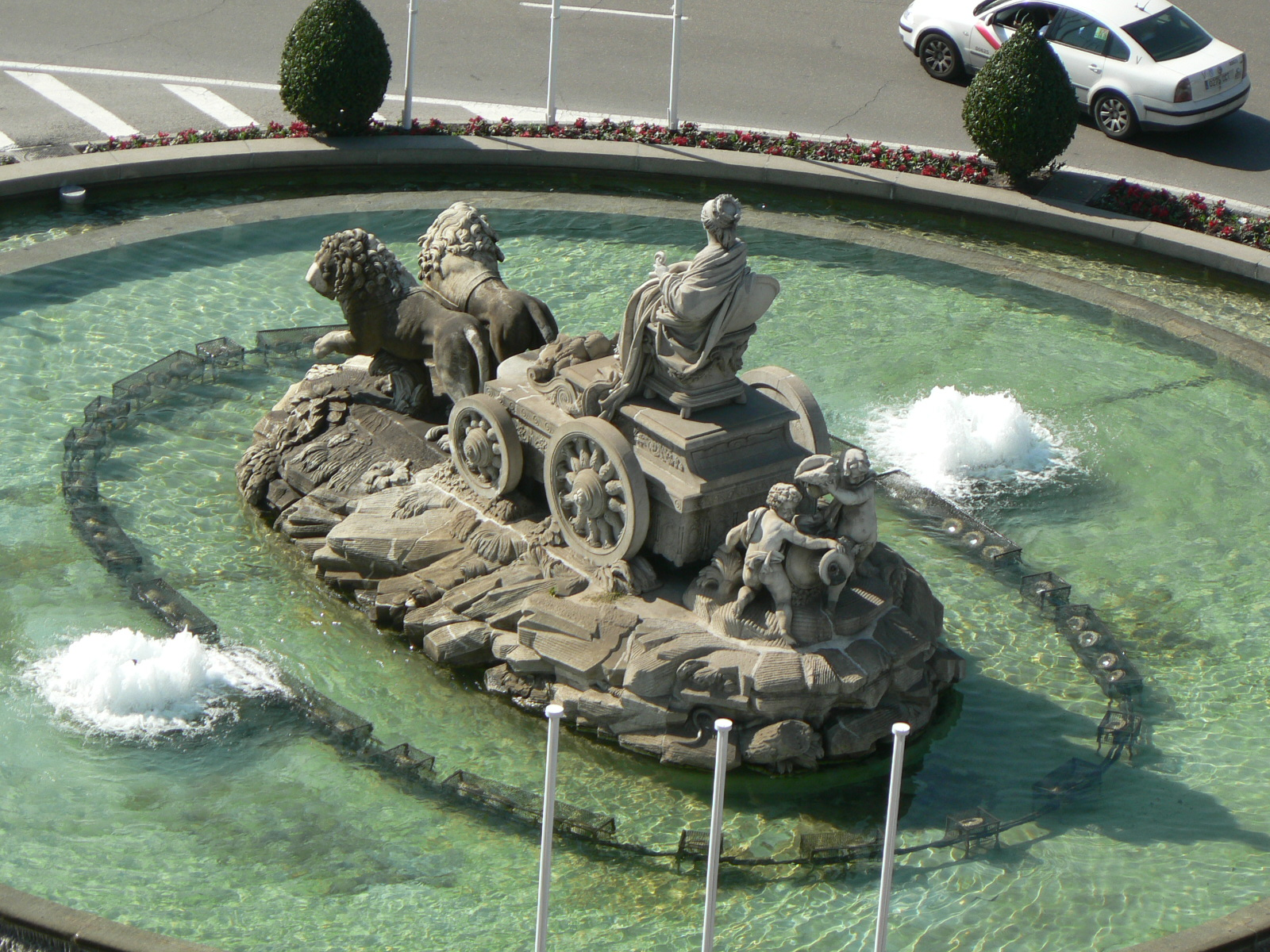
Fuente de Cibeles en Madrid, con el carro tirado por Atalanta e Hipómenes, convertidos en leones.

En la mitología griega Hipómenes (en griego antiguo: Ἱππομένης Hippoménēs), también conocido como Melanión o Milanión (en griego: Μελανίων, Μειλανίων Melanion, Milanion), fue hijo del arcadio Anfidamante, o de Megareo y el marido de la heroína Atalanta. Es conocido por haber sido uno de los discípulos de Quirón y haber superado a los otros en su afán de emprender retos difíciles. Hay inscripciones que lo nombran como uno de los cazadores de Calidón.
El mito principal de Hipómenes es sobre su relación con Atalanta, narrada en el Catálogo de mujeres, la Biblioteca mitológica, y por Ovidio, Servio e Higino.
Hipómenes se enamoró de Atalanta, la cazadora a la que no le gustaba la idea de casarse, y quería mantenerse virgen por estar consagrada a Artemisa. Tras recibir un aviso de un oráculo de que iba a casarse, declaró que todo aquel que quisiese casarse con ella, la tendría que vencer en una carrera a pie (sabiendo que ella era una corredora excepcionalmente rápida), pero con la condición de que los que perdieran, serían castigados con la muerte.
Otra versión (seguida por Higino) dice que era su padre quien quería que se casase, pero no lo hizo, estando sin embargo de acuerdo en correr carreras contra sus pretendientes porque pensaba que nunca iba a perder.
Atalanta venció a todos sus pretendientes, a excepción de Hipómenes, quien la derrotó por su astucia, no con su velocidad. Hipómenes sabía que no podía ganar en una carrera normal a Atalanta, por lo que imploró ayuda a la diosa del amor Afrodita, a la que le disgustaba el rechazo de Atalanta por el amor. Afrodita le dio tres manzanas de oro procedentes de su manzano sagrado en Tamaso, Chipre, según Ovidio, o en el jardín de las Hespérides según Servio, diciéndole que las dejase caer en tres momentos de la carrera para distraer a Atalanta. Después de dejar caer las dos primeras manzanas, Atalanta fue capaz de recogerlas y alcanzarle en carrera, pero cuando tiró la tercera, que Atalanta se detuvo a recoger, hechizada, no se pudo recuperar tan rápidamente e Hipómenes ganó la carrera, y con ella, la mano de Atalanta.
Atalanta e Hipómenes vivieron felices durante un tiempo, hasta que fueron convertidos en leones por Cibeles como castigo después de haber tenido relaciones sexuales en uno de sus templos cuando entraron allí para descansar durante un viaje a casa de Hipómenes (los antiguos griegos creían que los leones no podían aparearse con otros leones, sino sólo con leopardos). Ovidio y Servio sugieren que Hipómenes olvidó pagar el tributo que le había prometido a Afrodita por ayudarlo y, como consecuencia, durante su estancia en el templo de Cibeles, Afrodita les infundió que tuviesen relaciones sexuales después de volverlos locos mediante la lujuria, sabiendo que era una forma de despreciar a Cibeles. Estos acontecimientos llevarían a Cibeles (o a Zeus, según Higino) a transformarlos en leones. Una vez metamorfoseados, los unció a su propio carro para que tiraran de él. Servio equipara este carro de Cibeles a la propia Tierra.
De esta forma, aparecen los dos amantes representados como leones en la fuente de Cibeles de la Plaza de Cibeles, en Madrid o en la fuente de Cibeles (México).
Según algunas versiones Melanión o Hipómenes fue el padre de Partenopeo y otros señalan que Atalanta tuvo a su hijo con Ares o Meleagro antes de su matrimonio con Hipómenes.